# Петраускас, Казимерас Матович
Казимерас Матович Петраускас (лит. Kazimieras Petrauskas; 6 февраля 1914 — 12 декабря 2005) — советский хозяйственный, государственный и политический деятель, Герой Социалистического Труда.

## Биография
Родился в 1914 году в деревне Аукштакальняй. Член КПСС.
С 1930 года — на хозяйственной, общественной и политической работе. В 1930—1974 гг. — член Паневежского подпольного уездного комитета ЛКП, первый секретарь Паневежского уездного комитета ВКП (б), участник Великой Отечественной войны, политработник 156-го стрелкового полка 16-й Литовской стрелковой дивизии, заместитель председателя Паневежского горисполкома, слушатель Республиканской партийной школы, председатель Юрбаркского уисполкома, председатель Клайпедского горисполкома, первый секретарь Клайпедского райкома КП Литвы.
8 апреля 1971 года Указом Президиума Верховного Совета СССР удостоен звания Героя Социалистического Труда «за выдающиеся успехи, достигнутые в развитии сельскохозяйственного производства и выполнении пятилетнего плана продажи государству продуктов земледелия и животноводства» с вручением ордена Ленина и золотой медали Серп и Молот.
Избирался депутатом Верховного Совета Литовской ССР 1-7-го созывов.
Делегат XXIII съезда КПСС.
Умер в Вильнюсе в 2005 году.